# Роберт Гвискар

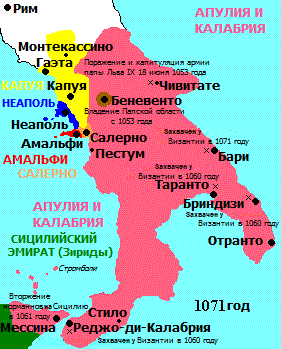
Южная Италия, 1071 год

Роберт Отви́ль по прозвищу Гвиска́р (старофр. Robert Viscart, лат. Robertus de Altavilla, Robertus cognomento Guiscardus o Viscardus; 1016, Hauteville-la-Guichard, Королевство Франция — 17 июля 1085, Кефалиния, Византия) — четвёртый граф (с 1057 года) и первый герцог Апулии (1059—1085) из дома Отвилей. Окончательно изгнал из Италии византийцев (1071), захватил княжество Салерно (1077) и, тем самым, завершил завоевание нормандцами Южной Италии. Совместно с младшим братом Рожером I начал завоевание Сицилии (1061). Оказывая помощь папе Григорию VII, овладел Римом и сжёг город (1084). В конце жизни предпринял попытку завоевать Византию. Был прозван Гвискаром, что переводится со старофранцузского как «Хитрец».

## Ранние годы
Роберт — шестой сын Танкреда Отвиля, старший от его второго брака с Фрессендой. Роберт прибыл в Италию в 1046 году, гораздо позже своих старших единокровных братьев, уже успевших завоевать здесь славу и земли, и направился к своему брату Дрого Апулийскому. Дрого был готов принять его только в качестве обычного рыцаря, отказавшись одарить титулом и землями.
Разгневанный Роберт покинул Мельфи и в течение двух последующих лет был обычным наёмником у различных предводителей. В 1048 году он присоединился к Пандульфу IV Капуанскому, но в 1050 году последний умер. 
Роберт был вновь вынужден обратиться к графу Дрого, который поручил ему командование гарнизоном в недавно завоёванной калабрийской крепости Скрибла.
В 1050—1053 годах Роберт находился в Калабрии, где помимо войны с византийцами нормандцы под его командованием занимались грабежом мирного населения и монастырей. Хронисты Аматус из Монте-Кассино, Вильгельм из Апулии и Жоффрей Малатерра рассказывают о множестве случаев, в которых Роберт продемонстрировал свои хитрость и изворотливость. Именно в Калабрии Роберт получил своё прозвище «Гвискар», означающее «Хитрец».
По призыву своего брата Онфруа в 1053 году Роберт Гвискар во главе собственного отряда принял участие в исторической битве при Чивитате (18 июня 1053 года), в результате которой в плен к нормандцам попал папа Лев IX. После битвы при Чивитате продвижение нормандцев в Италии ускорилось. 
Роберт в течение 1055 года покорил всю «пятку» Апулии, взяв Минервино, Отранто и Галлиполи. Его брат Онфруа, испугавшись усиления позиций Гвискара, вновь отправил его в Калабрию, где Роберт в течение 1056 года провёл удачную кампанию против Салерно и захватил Козенцу.
Весной 1057 года Роберт был призван в Мельфи, где его умирающий брат Онфруа поручил Гвискару опеку над своими малолетними сыновьями. Однако после смерти Онфруа в августе 1057 года Роберт сам был избран графом Апулии, отодвинув в тень своих племянников.

## Вытеснение византийцев из Италии
К моменту получения Робертом графского титула (1057 год) под властью Византии оставалась значительная часть Калабрии и ряд городов на побережье Апулии. Вытеснение византийцев из Италии заняло ещё тринадцать лет и завершилось 16 апреля 1071 года.

### Покорение Калабрии
Нормандцы воевали в Калабрии ещё с 1044 года. Население Калабрии было преимущественно греческим по языку и вероисповеданию и враждебно относилось к завоевателям. Ещё при жизни старших братьев Дрого и Онфруа Роберт был наместником в Калабрии, занимаясь попутно грабежом местного населения.
К моменту воцарения Роберта в руках византийцев оставались города Кариати, Россано, Джераче и Реджо. Кариати был взят в 1057 году, Россано и Джераче в 1059 году. Поскольку внимание Роберта постоянно отвлекалось мятежами в Апулии, важнейшую роль в покорении Калабрии сыграл его младший брат Рожер. В результате Гвискар был вынужден разделить завоёванные земли Калабрии между собою и братом, хотя искусственно созданная при разделе чересполосица препятствовала образованию Рожером цельного домена.
Последним оплотом Византии в Калабрии остался город Реджо. При осаде его зимой 1059—1060 годов Рожер первым из нормандцев применил осадные машины. Роберт, воевавший в это время с византийцами в Апулии, прибыл к Реджо только весной 1060 года. В результате длительной осады гарнизон Реджо капитулировал, и торжествующий Роберт позволил греческим воинам свободно отплыть в Константинополь. Летом 1060 года Калабрия полностью перешла в руки нормандцев.

### Покорение Апулии
Война с Византией в Апулии продолжалась с переменным успехом. Ещё в 1055 году Онфруа и Роберт завоевали полуостров Салентина. В 1057 году пост катапана покинул Аргир, ведший бескомпромиссную борьбу с нормандцами с момента перехода на сторону Византии в 1042 году. После отставки Аргира византийцы удерживали лишь несколько городов на побережье. В 1060 году новый император Константин X, пока Роберт завершал завоевание Калабрии, направил в Италию армию, сумевшую вернуть под контроль Византии большую часть Апулии и даже осадить нормандскую столицу Мельфи. В первые шесть месяцев 1061 года Роберт Гвискар и спешно призванный из Калабрии Рожер смогли снять осаду с Мельфи и вновь взять Бриндизи и Орию. В 1064—1068 годах против Роберта выступили недовольные вассалы, возглавляемые его племянниками — сыновьями Онфруа Отвиля. Соединившись с мятежниками, византийцы вновь заняли Бриндизи, Орию и Таранто.
Обстановка в Апулии резко изменилась в 1068 году: наступление турок-сельджуков в Малой Азии заставило императора Романа IV оставить Италию на произвол судьбы. В течение первых месяцев 1068 года Роберт без труда занял все остававшиеся в руках византийцев и мятежников города. В июне 1068 года Роберт Гвискар взял последнюю крепость мятежников Ирсину. Византийская армия заперлась в Бари.

### Взятие Бари
Осада Робертом Гвискаром города Бари продолжалась в течение почти трёх лет — с 5 августа 1068 года по 16 апреля 1071 года. Для блокады города со стороны моря нормандцы впервые за время своих войн в Южной Италии использовали флот: нормандские корабли, соединённые железной цепью, полностью блокировали порт Бари. Городскому военачальнику удалось в начале осады вырваться из Бари, чтобы просить помощи в Константинополе.
В начале 1069 года византийский флот под командование катапана Стефана Патерана попытался прорвать нормандскую блокаду, но нормандцы потопили большинство вражеских кораблей, и только часть греческих судов всё же пробилась в Бари, доставив продовольствие и оружие. Стефан Патеран успешно оборонял Бари в течение 1069—1070 годов. В начале 1071 года Патеран смог выбраться из осаждённого города и вновь отправиться в Константинополь за помощью. По просьбе Патерана император Роман IV отправил флот к Бари. Роберт Гвискар, в свою очередь, вызвал из Сицилии своего брата Рожера, прибывшего во главе большой флотилии. Нормандцам удалось разбить византийцев в морской битве в виду города, и ни одному греческому кораблю на этот раз не удалось прорваться в город. Потеряв надежду на помощь из Византии, жители Бари открыли ворота нормандцам. 16 апреля 1071 года Роберт Гвискар и его брат Рожер Сицилийский торжественно вступили в Бари. Этот день стал последним днём византийского присутствия в Южной Италии.

## Завоевание Салерно

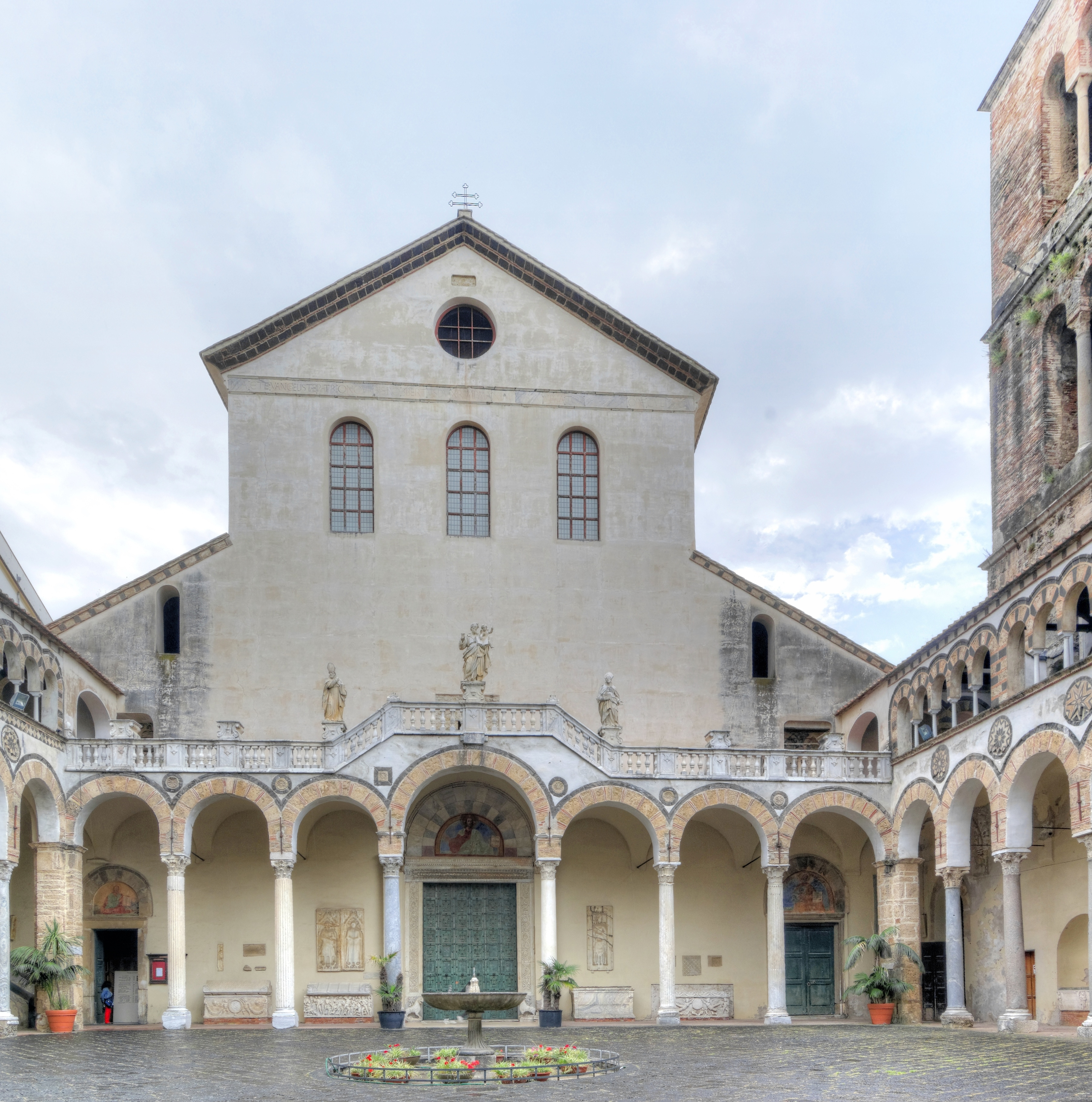
Фасад собора Салерно, построенного при Роберте Гвискаре в 1076—1085 годах

После 1058 года Салерно осталось единственным независимым лангобардским княжеством в Южной Италии. Территория княжества существенно уменьшилась в ходе постоянных конфликтов с норманнами, но Роберт Гвискар предпочёл в этот момент заключить союз с Салерно. Предположительно в 1058—1059 годах он, объявив свой предыдущий брак недействительным из-за близкого кровного родства, женился на Сишельгаите, сестре салернского князя Гизульфа II. Ради союза с Салерно Роберт даже заставил своего брата Вильгельма из Принчипате вернуть княжеству захваченным им города в Калабрии.
Политический союз с Салерно оказался непрочным и недолговечным. Гизульф II тайно от Роберта поддерживал мятежных баронов Апулии, заключил с Григорием VII альянс против норманнов, а также пытался подчинить себе Амальфи, жители которого согласились отдаться под покровительство Гвискара.
Летом 1076 года Роберт Гвискар осадил город Салерно. Князь Гизульф II, предвидя нападение, заставил горожан запасти провизию на два года, но вскоре после начала осады реквизировал запасы своих подданных, а затем продавал продукты по баснословным ценам. Измученные голодом и тиранией князя, жители Салерно открыли ворота города Роберту Гвискару 13 декабря 1076 года. Гизульф II со своими братьями и немногочисленными приверженцами укрылся в городской цитадели, но в мае 1077 года был вынужден капитулировать.
Роберт Гвискар присоединил Салерно к своим владениям, хотя и позволил Гизульфу II с братьями покинуть город. Капитуляция Гизульфа сопровождалась анекдотической историей в духе Гвискара. Роберт потребовал от сдавшегося князя отдать салернскую реликвию — зуб евангелиста Матфея, покровителя города. Гизульф попытался обмануть победителя, отослав к нему обычный, совершенно не священный зуб. Находившийся при Роберте священник разоблачил обман, и герцог Апулии в своём письме поставил Гизульфа перед выбором: лишиться всех своих зубов или отдать реликвию. Гизульф смирился перед неизбежным, отдал реликвию, и только после этого ему позволили удалиться из Салерно.
Салерно стал столицей герцогства Апулии, и по указанию Роберта здесь началось строительство грандиозного собора в честь евангелиста Матфея. Салерно продолжал играть роль второй, континентальной столицы и в Сицилийском королевстве.

## Завоевание Сицилии
В июне 1059 года папа римский Николай II даровал Роберту Гвискару титул герцога Сицилии, а Роберт принёс папе вассальную присягу за остров. С этого момента Гвискар считал себя законным повелителем Сицилии и только искал случая начать её завоевание. В феврале 1061 года арабский эмир Катании и Сиракуз Ибн ат-Тимнах, потерпев сокрушительное поражение от своего соседа, правителя Энны, прибыл в Милето с просьбой о помощи. За это эмир соглашался признать Гвискара верховным правителем Сицилии — повод для вторжения был найден.
В силу постоянной занятости Роберта на континенте завоевание Сицилии было осуществлено, в основном, его младшим братом Рожером. Роберт Гвискар лично возглавлял лишь три кампании:
1061 год — взятие Мессины и Рометты; блестящая, но не имевшая практического значения победа при Энне;
1064 год — неудачный поход на Палермо;
1071—1072 годы — взятие Палермо.
В 1072 году Роберт покинул Сицилию навсегда, оставив своим официальным наместником Рожера, получившего титул «великого графа». Под своей непосредственной властью Роберт оставил только Мессину, Палермо и северо-восточную часть острова.

## Взаимоотношения с папством

### Договор в Мельфи и получение герцогского титула

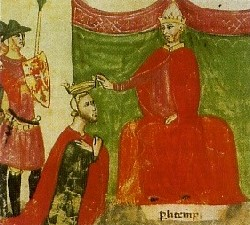
Николай II дарует Роберту титул герцога (Мельфи, 1059 год)

В 1059 году произошёл резкий поворот во взаимоотношениях между папами и нормандцами. Кардинал Гильдебранд, действуя от имени папы Николая II, просил помощи у Ричарда Капуанского в борьбе против антипапы Бенедикта X. При помощи нормандцев папа овладел городом Галерией и пленил находившегося там Бенедикта. В апреле 1059 года Николай II, пользуясь малолетством короля Генриха IV и смутами в Германии, установил новый порядок выборов пап, устранив из этой процедуры императора. Чтобы обеспечить поддержку себе и своим преемникам, выбранным без участия императора, Николай II и Гильдебранд решительно повернулись в сторону нормандцев.

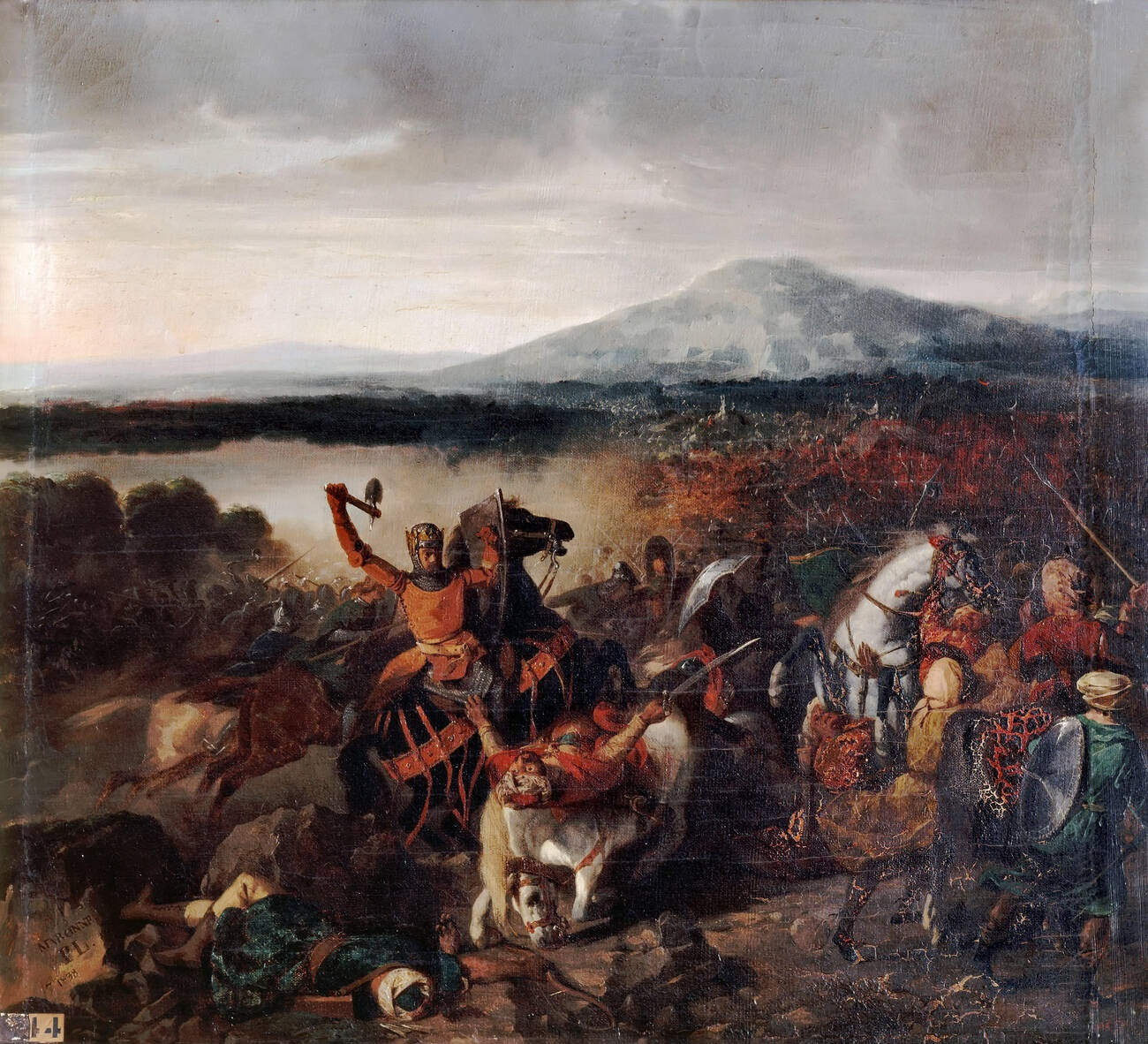
Победа Роберта Гвискара над арабами при Черами (1063). Худ. Проспер Лафай, 1860 г.

В августе 1059 года в Мельфи папа Николай II признал Ричарда князем Капуи, а Роберта Гвискара герцогом Апулии, Калабрии и Сицилии. Оба нормандских властителя принесли вассальную присягу папе, признав его своим сюзереном. Договор в Мельфи существенным образом изменил положение нормандцев в Южной Италии. С 1047 года южноитальянские государства Капуя, Аверса (оба в 1059 году были под властью Ричарда Дренго) и Апулия, которой с 1057 года правил Гвискар, были вассалами Священной Римской империи, хотя вассальная связь, по сути, и оставалась формальностью. С 1059 года Роберт Гвискар стал не только по духу, но и по букве независимым от империи правителем, а вассальная зависимость от папы не связывала руки, но, напротив, позволяла сохранять независимость. Этому же способствовало и повышение ранга — с 1059 года Роберт стал титуловаться герцогом.
Договор в Мельфи обеспечил папе поддержку нормандцев. В обмен на это Николай II отдал им то, что папству никогда не принадлежало — Апулия и Калабрия до недавних пор были византийскими провинциями, а находившуюся в руках арабов Сицилию ещё предстояло завоевать. Основанием для передачи этих территорий Роберту Гвискару выступал исключительно «Константинов дар» — фальшивый документ, появившийся в XI веке, в котором утверждалось, что Константин Великий отдавал Рим и западную часть своей империи папе Сильвестру I и его преемникам.
Получение прав на Сицилию из рук папы сделало Роберта Гвискара в глазах его вассалов законным правителем острова; оно открыло дорогу к нормандскому завоеванию Сицилии, которое началось уже в 1061 году и увенчалось победой над арабами и берберами при Черами в июне 1063 года. Уже в 1061 году Роберт Гвискар и Ричард Капуанский поддержали Александра II, преемника Николая II, в его борьбе с антипапой Гонорием II.

### Конфликт с Григорием VII и примирение
Кардинал Гильдебранд, творец папско-норманнского союза, сам стал в 1073 году папой под именем Григория VII. Новый папа был возмущён откровенным разбоем, которым занимались брат и племянник Роберта в Абруцци. При посредничестве аббата Монте-Кассино Дезидерия была назначена личная встреча папы Григория VII и Роберта в Беневенто, но переговоры окончились полным разрывом. На обратном пути папа римский демонстративно подтвердил княжеское достоинство Ричарда Капуанского, разрушив былой союз норманнских вождей.
В марте 1074 года Григорий VII отлучил от Церкви Роберта Гвискара. В июне того же года папа во главе армии был готов двинуться на Апулию, но в последний момент папская армия распалась: пизанцы отказались сражаться под одними знамёнами с Гизульфом II Салернским, флот которого занимался пиратством, нанося ущерб Пизанской республике.
Начавшая борьба за инвеституру между Григорием VII и Генрихом IV отвлекла внимание папы от Южной Италии. Ричард Капуанский, которому союз с папой перестал быть полезен, и Роберт Гвискар, уже получивший выгодные предложения от императора, вновь примирились. В 1076-1077 годах, при согласии Капуи, Роберт Гвискар ликвидировал княжество Салерно, а затем капуанская армия и апулийский флот совместно блокировали Неаполь, который по условиям соглашения между норманнскими вождями должен был достаться Ричарду. Одновременно норманнские отряды продолжали разбойничать в Абруцци, а 19 декабря 1077 года Роберт напал на Беневенто — город, принадлежавший папе.
3 марта 1078 года Григорий VII вновь отлучил от Церкви норманнских вождей. Для Роберта это было уже вторым отлучением, а для Ричарда Капуанского эта кара была первой в жизни. Через несколько недель Ричард внезапно умер, едва успев примириться с Церковью. Сын и наследник Ричарда, Жордан, поспешно прервал свой поход в Абруцци, снял осаду с Неаполя и прибыл в Рим для принесения присяги папе. В Апулии в это же время начался очередной феодальный мятеж против Роберта, который удалось подавить только к осени 1079 года. К этому же времени Генрих IV расправился с оппозицией в Германии и готовился к походу в Италию.
Перед лицом германской угрозы Григорий VII был вынужден пойти на соглашение с Робертом, чьи позиции не поколебались ни от двойного отлучения от Церкви, ни от мятежа непокорных феодалов. 29 июня 1080 года Григорий VII и Роберт Гвискар встретились в Чепрано, и герцог принёс папе вассальную клятву за земли, полученные им от Николая II в 1059 году. Формальной присяги за захваченные с того времени Салерно и Амальфи Роберт не приносил, папа этот вопрос не поднимал, и, таким образом, папа молчаливо согласился с завоеваниями Роберта.

## Экспедиция на Балканы (1081—1082)

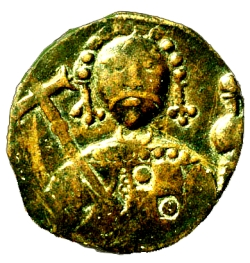
Монета с изображением Роберта Гвискара.

Летом 1080 года Роберт Гвискар начал широкомасштабную подготовку к войне против Византии. Империя была ослаблена постоянными сменами императоров, военными мятежами, натиском турок-сельджуков, и Роберт имел неплохие шансы, высадившись на Балканах, дойти до Константинополя и захватить столицу. Гвискар обеспечил себе два предлога для нападения. Во-первых, в Салерно находился беглый греческий монах, выдававший себя за низложенного императора Михаила VII, и Роберт объявил о своём намерении вернуть трон беглецу (на самом деле, Михаил был пострижен в монахи, вскоре стал архиепископом Эфеса и не покидал Византии). Во-вторых, дочь Гвискара Елена, бывшая невеста Константина Дуки, сына свергнутого Михаила VII, находилась в Константинополе на положении заложницы, и Роберт желал силой освободить дочь. Посол, отправленный Робертом в Константинополь для изложения требований, вернулся с известиями, что Михаил находится в монастыре и вполне доволен жизнью, а вступивший на престол император Алексей I Комнин вновь приблизил к себе Константина Дуку, так что Елена вскоре выйдет замуж. Но эти новости уже не могли остановить Роберта.
В апреле 1081 года передовая часть норманнской армии под командованием Боэмунда, сына Гвискара, высадилась на Балканах, захватила важный порт Валону и ожидала Роберта в Бутринти. В мае 1081 года Роберт во главе основной армии прибыл в Валону, оттуда флот направился на юг и без боя занял Корфу. Обеспечив себе необходимую базу на острове, флот Роберта двинулся на север к Диррахию. По пути флот был потрёпан неожиданной бурей, затем выдержал морскую битву с венецианцами, пришедшими на помощь Византии. В результате Роберт потерял много кораблей, а венецианский флот прорвался в гавань Диррахия. Гвискар начал длительную осаду города. Защитники Диррахия, руководимые родственником императора, Георгием Палеологом, стойко держались и совершали частые опасные вылазки. В октябре 1081 года на помощь Диррахию прибыл во главе свежей армии император Алексей I Комнин.
18 октября 1081 года между войсками Роберта Гвискара и Алексея Комнина состоялась битва при Диррахии, красочно описанная Анной Комниной в «Алексиаде». Основу византийского войска составляла варяжская гвардия — англосаксы, бежавшие из Англии после норманнского завоевания и желавшие отомстить своим кровным врагам — норманнам. Пешие варяги, вооружённые тяжёлыми секирами, обратили в бегство правый фланг норманнской армии, но положение спасла воинственная Сишельгаита, жена Роберта, угрозами и проклятиями остановившая бегство норманнов. На помощь прибыл и Боэмунд, до этого находившийся со своими лучниками на левом фланге. В результате ожесточённого сражения варяги были полностью истреблены. Мужественно сражавшийся в центре Алексей Комнин понял, что шансы на победу утеряны, и решил отступить в Охрид.
После отступления поредевшей императорской армии Роберт сумел взять Диррахий (21 февраля 1082 года), а затем, не встречая сопротивления, достиг Кастории. В апреле 1082 года гарнизон Кастории, состоявший из лучших бойцов варяжской гвардии, капитулировал. Перед Робертом вырисовывалась перспектива наступления на Константинополь, но в это время пришли известия о значительном феодальном мятеже в Италии и приближении германской армии к Риму. Сын Роберта, Рожер Борса, оставленный наместником в Италии, уже не контролировал ситуацию, и папа Григорий VII призывал своего вассала Роберта на помощь. Роберт, возложив командование балканской армией на Боэмунда и поклявшись не мыться и не бриться до возвращения в Грецию, спешно отбыл в Италию.

## Сожжение Рима в 1084 году

### Предыстория (1080—1083)
В 1080 году начался очередной этап противостояния между Григорием VII и Генрихом IV. 25 июня 1080 года на соборе в Бриксене Генрих IV объявил о низложении Григория VII, после чего новым папой был выбран Климент III. В 1081 году германская армия в первый раз подступила к Риму, но, обнаружив твёрдое намерение римлян сражаться за Григория, Генрих IV вернулся в Ломбардию. В 1082 году император вновь начал осаду Рима, но на этот раз новый поход Генриха спровоцировал крупный феодальный мятеж в Апулии против Роберта Гвискара, а князь Жордан Капуанский открыто принял сторону императора.
В апреле 1082 года Роберт спешно вернулся с Балкан, принял в Отранто командование над армией, собранной для него Рожером Борсой, и отправился в Рим. Узнав о наступлении Роберта, Генрих IV отступил в Тоскану, оставив в Тиволи своего антипапу Климента III. Сочтя задачу выполненной, Роберт повернул обратно и в течение 1082-1083 годов подавлял мятеж в Апулии. Мятежные феодалы, пользовавшиеся финансовой поддержкой Алексея I Комнина, оказали упорное сопротивление. Только призвав на помощь из Сицилии своего брата Рожера, Роберт сумел подавить восстание. Братья предполагали затем нанести удар по Капуе, а после этого отправиться против Генриха IV, но известия о мятеже на Сицилии вынудили Рожера спешно вернуться в свои владения. Поход против Генриха IV был отложен на 1084 год.
Задержка Роберта в Апулии играла на руку Генриху IV. Приступив к Риму в третий раз, император 2 июня 1083 года овладел Ватиканом и водворил в соборе святого Петра антипапу Климента III, в то время как Григорий VII нашёл убежище в укреплённом замке Сан-Анджело. Основная часть Рима (левый берег Тибра) хранила верность Григорию. В ноябре 1083 года по инициативе Генриха IV состоялся собор, который в идеале должен был решить спор между двумя папами, но Григорий VII отказывался видеть среди участников собора германских и ломбардских епископов, а император, в свою очередь, не допустил к участию основных сторонников Григория. В результате собор не сумел выработать никакого решения по спорным вопросам.

### События 1084 года в Риме

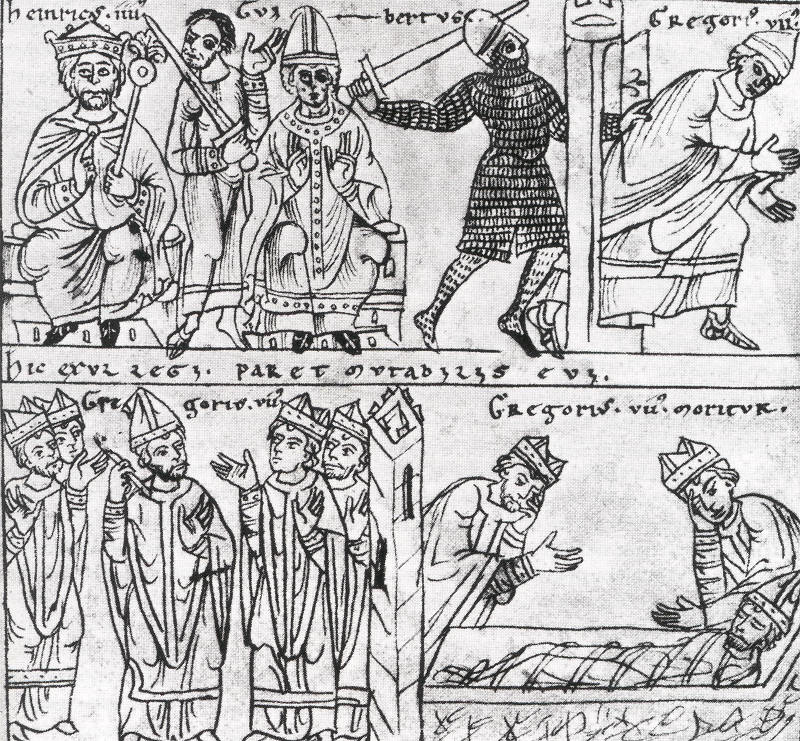
Миниатюра епископа Оттона Фрейзингского (Codex Jenensis Bose). Левый верхний угол: император Генрих IV и антипапа Климент III, правый верхний угол: бегство Григория VII, правый нижний угол: кончина Григория VII в Салерно

В начале 1084 года Генрих IV, с целью упредить норманнов, начал поход в Апулию, но неожиданно пришло известие, что Рим готов ему сдаться. Император спешно повернул обратно и 21 марта 1084 года вступил в город. В Пальмовое воскресение 24 марта 1084 года состоялась интронизация Климента III, а на Пасху (31 марта 1084 года) антипапа короновал Генриха IV. Всё это время Григорий VII бессильно наблюдал за происходящим: в руках его сторонников оставались только Сан-Анджело, Тибрский остров, а также холмы Капитолий, Палатин и Целий.
В сложившихся условиях откладывать поход на Рим было невозможно, и 24 мая 1084 года Роберт Гвискар подступил к Вечному городу. Узнав о норманнском наступлении, император спешно покинул Рим, оставив горожан на произвол судьбы. 27 мая 1084 года норманнская армия ворвалась в город через Фламиниевы ворота, после ожесточённого сражения взяла Рим под контроль и освободила папу Григория VII из Сан-Анджело.
Поскольку горожане изменили Григорию и приняли сторону императора и его антипапы, Рим в глазах норманнов превратился во враждебный город, и Роберт Гвискар отдал Вечный город на разграбление своим воинам. После трёх дней непрекращающихся грабежей и насилия римляне восстали против норманнов. Роберт Гвискар едва вырвался из засады, а его воины, спасая свои жизни, подожгли город.
Пожар 1084 года был одним из самых разрушительных в римской истории: полностью выгорели Капитолийский и Палатинский холмы, на пространстве между Латераном и Колизеем не осталось ни одного целого здания. В числе разрушенных пожаром сооружений можно упомянуть и раннехристианскую базилику Сан-Клементе.
После пожара Роберт не стал задерживаться в Риме и отправился обратно в Апулию, взяв с собою ненавистного римлянам Григория VII. Вслед за ушедшим Робертом в Рим вернулся антипапа Климент III. Григорий VII нашёл убежище в Салерно, столице Апулии, где и умер 25 мая 1085 года. Взятие и сожжение столицы христианского мира осталось самым громким деянием Роберта Гвискара, но с практической точки зрения оно оказалось безрезультатным. Рим остался в руках антипапы, и Григорий VII умер в изгнании. Урбану II, второму преемнику Григория VII, удалось окончательно утвердиться в Риме только в 1094 году, уже после смерти Роберта.

## Возвращение на Балканы и смерть Гвискара

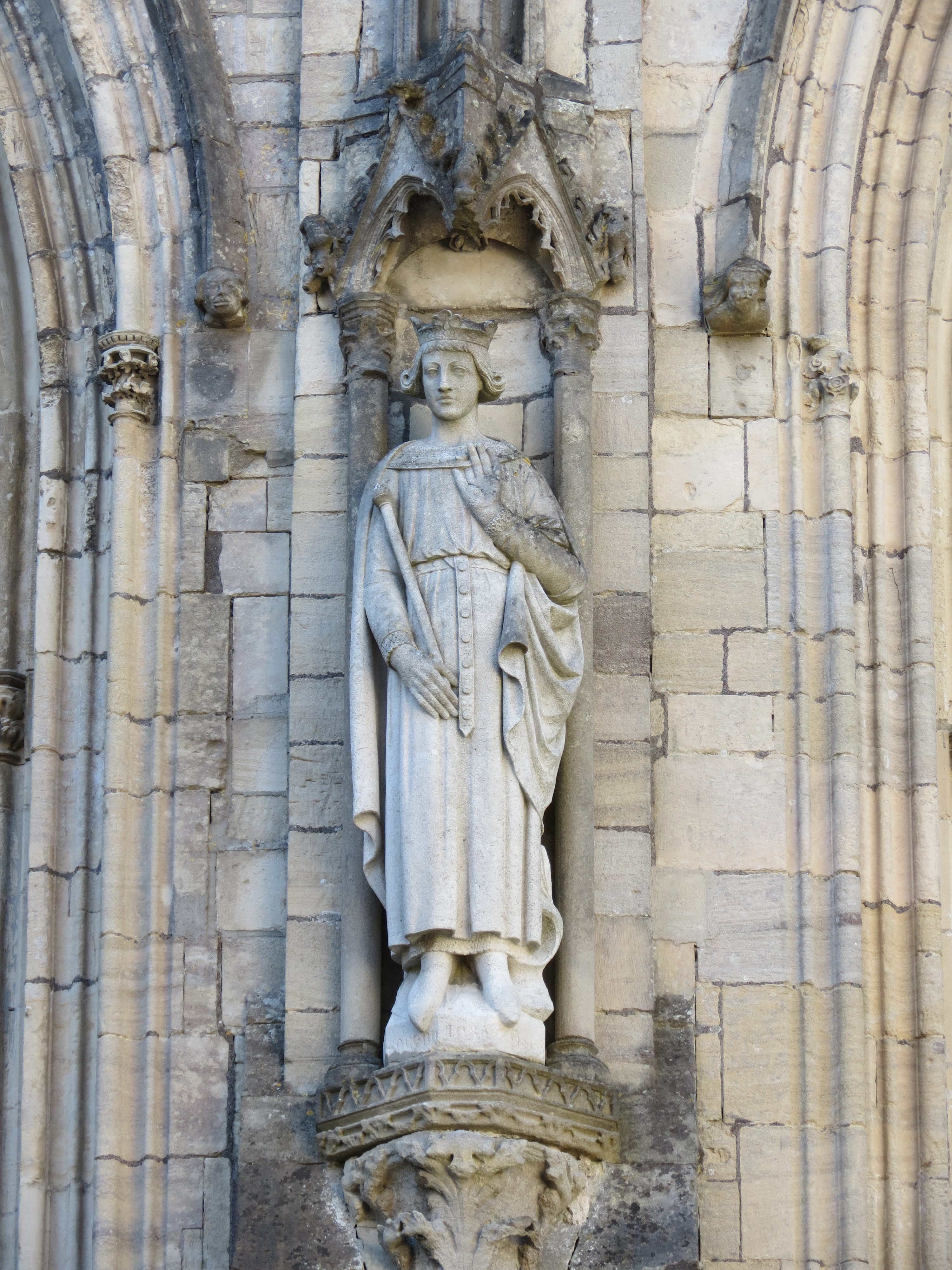
Статуя Роберта Гвискара в кафедральном соборе Кутанса

За время отсутствия Роберта на Балканах (1082—1084) армия под командованием Боэмунда нанесла византийцам несколько поражений. Но войска не получали обещанного вознаграждения, а Алексей I Комнин щедро платил норманнским дезертирам. В итоге к концу 1084 году армия норманнов была деморализована, а большая часть завоёванной территории потеряна. В 1084 году венецианский флот, союзный Византии, отбил у норманнов Корфу и Диррахий, после чего Боэмунд поспешно отправился в Италию просить у Роберта военной и финансовой помощи.
Осенью 1084 года Роберт с сыновьями Боэмундом и Рожером Борсой вернулся на Балканы со значительными подкреплениями и денежными средствами. Флот Роберта, задержавшийся в Бутринти из-за непогоды, отплыл в ноябре к Корфу, но путь ему преградил объединённый византийский и венецианский флот. В течение трёх дней норманны дважды терпели поражение и венецианцы уже отправили на родину известие о победе, когда Роберт с оставшимися судами неожиданно напал на уже уверовавших в свою победу противников и разгромил их. Вслед за этим Роберт вновь занял Корфу, где было решено переждать зиму.
В начале 1085 года армию Роберта поразила эпидемия. К весне умерло около 5000 норманнских воинов, а оставшиеся в живых были обессилены. Тем не менее, отослав больного Боэмунда в Бари, Роберт со своим флотом двинулся вдоль побережья на юг. Норманнский авангард под командованием Рожера Борсы занял остров Кефалинию, где Роберт намеревался догнать своего сына. Но по пути Роберт Гвискар пал жертвой эпидемии и умер у мыса Афер 17 июля 1085 года.
В «Алексиаде» Анна Комнина пересказывает легенду о том, что умирающий Роберт спросил у местного жителя, как называется увиденный им на Итаке разрушенный город. Грек сообщил, что город назывался некогда Иерусалимом, и Роберт, вспомнив, что ему было некогда предсказано: «Ты покоришь все страны вплоть до самого Афера, а оттуда отправишься в Иерусалим, для того чтобы отдать долг судьбе», — тотчас же скончался.

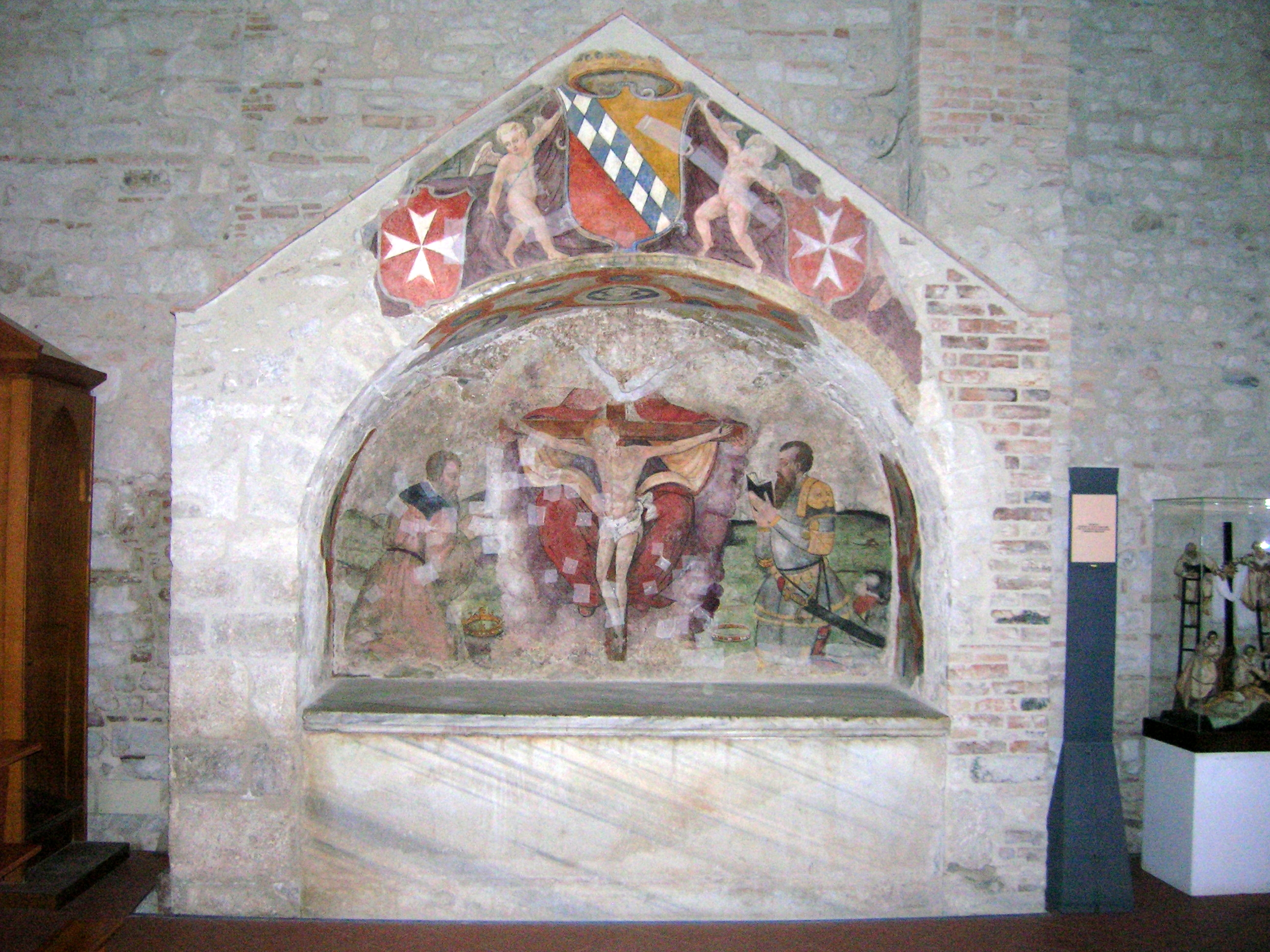
Современный вид гробницы Отвилей в Венозе

Тело Роберта было отправлено в Италию, так как он желал быть погребённым рядом с братьями в Венозе. По пути корабль попал в бурю, и гроб соскользнул за борт. Гроб удалось вновь поднять на борт, но пребывание в воде сделало невозможным дальнейшее посмертное путешествие. В Отранто тело Роберта было забальзамировано, внутренности и сердце извлечены и здесь же похоронены. В сентябре 1085 года останки Роберта Гвискара был погребены в монастырской церкви Святой Троицы в Венозе. Эпитафия на надгробии, сохранённая в хронике Уильяма Мальмсберийского, гласила: «Здесь лежит Гвискар, ужас мира, его руками тот, кого германцы, лигурийцы и даже римляне называли королём, был изгнан из Города. От его гнева ни парфяне, ни арабы, ни даже войско македонцев не спасли Алексея, которому оставалось только обратиться в бегство, но венецианцам не помогли ни бегство, ни защита океана».
Первоначальная гробница Роберта была утрачена в последующие столетия. В XVI веке останки Вильгельма Железной Руки, Дрого, Онфруа и Роберта Гвискара были перезахоронены под одной безымянной плитой. Место отмечено только надписью на стене, представляющей цитату из хроники Вильгельма Апулийского: «Город Веноза озарён славой этих могил».

## Правление Роберта в Апулии

Италия до начала норманнского завоевания

Южная Италия к моменту смерти Гвискара

К моменту восхождения на графский трон Роберта (1057) его владения включали в себя отдельные территории Апулии. После взятия Салерно (1077) территория герцогства практически совпадала с нынешними южно-итальянскими областями Кампания, Молизе, Апулия, Базиликата, Калабрия, а независимость сохраняли только княжество Капуя и графство Аверса, находившиеся под властью другой норманнской династии Дренго, герцогство Неаполь, умело лавировавшее между Робертом, Капуей и папой, и принадлежавший папам Беневенто. Таким образом, за двадцать лет Роберт объединил под своей властью всю Южную Италию.
Роберт был талантливым полководцем и смелым воином, но о его государственной деятельности практически ничего не известно. Пользуясь авторитетом в качестве военного вождя, в мирной жизни Роберт воспринимался своими вассалами в качестве «первого среди равных», тем более, что он прибыл в Италию гораздо позднее многих норманнских баронов и выдвинулся в тот момент, когда в Италии уже сложились крупные норманнские землевладения. Созданное им герцогство Апулия представляло собой типичное феодальное государство с рыхлой системой управления, феодальной раздробленностью и отсутствием единого законодательства. О нестабильности его государства можно судить по крупным феодальным мятежам, подавление которых требовало от Роберта значительных усилий и отвлекало от дальнейших завоеваний. Среди этих междоусобных войн наиболее известными являются следующие:
1062 — конфликт с Рожером в Калабрии, в результате которого последнему были отданы в качестве лена многочисленные крепости;
1064—1068 — восстание во главе с Жоселином из Мольфетты, Годфри де Конверсано, Робертом де Монтекальозо и племянником Роберта, Абеляром, за спинами которых стояла Византия; восстание удалось подавить только после того, как внимание Византии было отвлечено победным шествием турок-сельджуков в Малой Азии;
1071—1073 — восстание Абеляра и Германа, племянников Роберта, поддержанных феодальными властителями городов Джовинаццо и Трани; из-за этого мятежа Роберт был вынужден прервать боевые действия в Сицилии;
1078—1079 — мятеж Абеляра, Годфри де Конверсано, Петра из Трани, поддерживаемых Григорием VII и Жорданом Капуанским;
1082—1083 — охватившее практически всю Апулию и Калабрию восстание, финансируемое Алексеем I Комнином (об этом свидетельствует в «Алексиаде» Анна Комнина.); для подавления этого мятежа Роберт вернулся, прервав победоносную балканскую кампанию.
Внутренняя нестабильность герцогства Апулии проявляется ещё ярче по сравнению с завоёванной норманнами Сицилией. Роберт Гвискар и Рожер прибыли в Сицилию изначально в качестве правителей, получивших здесь власть из рук папы римского. Пожалования феодов баронам осуществлялись на острове с таким расчётом, чтобы не возникало крупных землевладений, способных стать центром мятежей. В итоге Сицилия оставалась консолидированным государством в течение последующего века, а Апулия погрузилась после смерти Гвискара (1085) в хаос, продолжавшийся вплоть до окончательной победы Рожера II над врагами (1139). В едином Сицилийском королевстве, объединившем Сицилию, Апулию и Калабрию в 1130 году, бывшие владения Гвискара оставались потенциальными источниками волнений и мятежей на протяжении всего времени правления Отвилей. Во многом подобная нестабильность была заложена в правление Роберта Гвискара.
Видя в греках политических противников и выполняя свой вассальный долг перед папой, Роберт последовательно вытеснял из своих владений византийский обряд, заменяя его латинским. С этой целью греческий епископат по мере смерти архиереев последовательно заменялся латинским (а в Реджо в 1078 году греческий епископ Василий был даже насильственно изгнан Робертом с кафедры и заменён латинянином), основывались новые латинские монастыри, латинское духовенство получило значительные преимущества перед греческим. В 1080 году специальной буллой папа Григорий VII под угрозой отлучения потребовал от южноитальянских греческих монастырей перехода под власть латинских епископов и введения римского обряда, и Роберт последовательно проводил в жизнь эту буллу. В результате такой политики византийский обряд практически исчез в Южной Италии, причём даже в тех районах Калабрии и Апулии, где греческое население было преобладающим ещё с античных времён. К настоящему времени общины католиков византийского обряда, объединённые в епархию Лунгро, сохранились лишь в труднодоступных районах горной Калабрии. Процесс вытеснения византийского обряда растянулся на столетия, но начало ему положил именно Роберт Гвискар. Религиозная политика Роберта резко контрастирует с политикой его брата Рожера и потомков последнего в Сицилии, где греческое население и византийский обряд пользовались покровительством Отвилей вплоть до конца XII века.

## След в истории
Исторически достоверных изображений Роберта не сохранилось. Описание внешности можно найти в «Алексиаде»:

Он был большого роста — выше самых высоких людей, у него была розовая кожа, белокурые волосы, широкие плечи… глаза — только что огонь не искрился из них. Его фигура отличалась изяществом там, где ей полагалось раздаваться вширь, и обладала хорошими пропорциями в узких местах. Этот муж, как я не раз слышала от многих людей, был идеального сложения с головы до пят. А его голос! Гомер говорил об Ахилле, что услышавшим его крик казалось, будто шумит целая толпа. Крик же этого мужа, как рассказывают, обращал в бегство многие тысячи…— Алексиада.
Та же Анна Комнина оставила истории своё мнение о нравственном облике Гвискара:

Роберт, как разносила молва и утверждали некоторые люди, был выдающимся полководцем, обладал острым умом, красивой внешностью, изысканной речью, находчивостью в беседе, громким голосом и открытым нравом. Он был высокого роста, всегда с ровно остриженными волосами на голове и с густой бородой. Роберт постоянно стремился блюсти нравы своего племени и до самой кончины сохранял свежесть лица и всего тела. Он гордился этими своими качествами; благодаря им его внешность могла считаться достойной владыки. Он с уважением относился ко всем своим подчиненным, а особенно к тем, которые были наиболее ему преданы. В то же время Роберт был очень скуп, корыстолюбив, весьма склонен к приобретательству и стяжательству, да к тому же чрезвычайно тщеславен— Алексиада.
Ещё более восторженными в описании личности и деяний Гвискара являются три южноитальянских хрониста: Аматус из Монте-Кассино, Жоффрей Малатерра и Вильгельм из Апулии, чьи летописи являются важнейшими первоисточниками по истории норманнской Южной Италии.
Данте поместил Роберта Гвискара в Раю, на пятом небе, в обители воителей за веру рядом с Иисусом Навином, Иудой Маккавеем, Карлом Великим, Роландом и Готфридом Бульонским. В поэзии менестрелей Роберт часто упоминается в качестве крестоносца. Этой славой, по всей видимости, он обязан своему сыну Боэмунду, так как их биографии вполне могли перемешаться в устной передаче, а также тому обстоятельству, что ряд местностей на Балканах, где побывал Гвискар, носили библейские названия. Считается, что ряд эпизодов «Песни о Роланде» также навеяны битвами Роберта Гвискара.
Немецкий писатель Генрих фон Клейст на протяжении долгого времени работал над трагедией о Роберте Гвискаре, однако сохранился лишь ее отрывок, напечатанный в 1808 году.

## Семья и дети
В 1051 году женился на Альбераде. Детьми от этого брака были:
- Боэмунд I, князь Антиохии
- Эмма — жена Эда Бонмарши, мать Танкреда Тарентского.

В 1058 (или 1059) году брак Роберта был аннулирован по причине близкого кровного родства супругов. Аннулирование брака сделало Боэмунда незаконнорождённым и помешало ему в дальнейшем стать наследником отца.

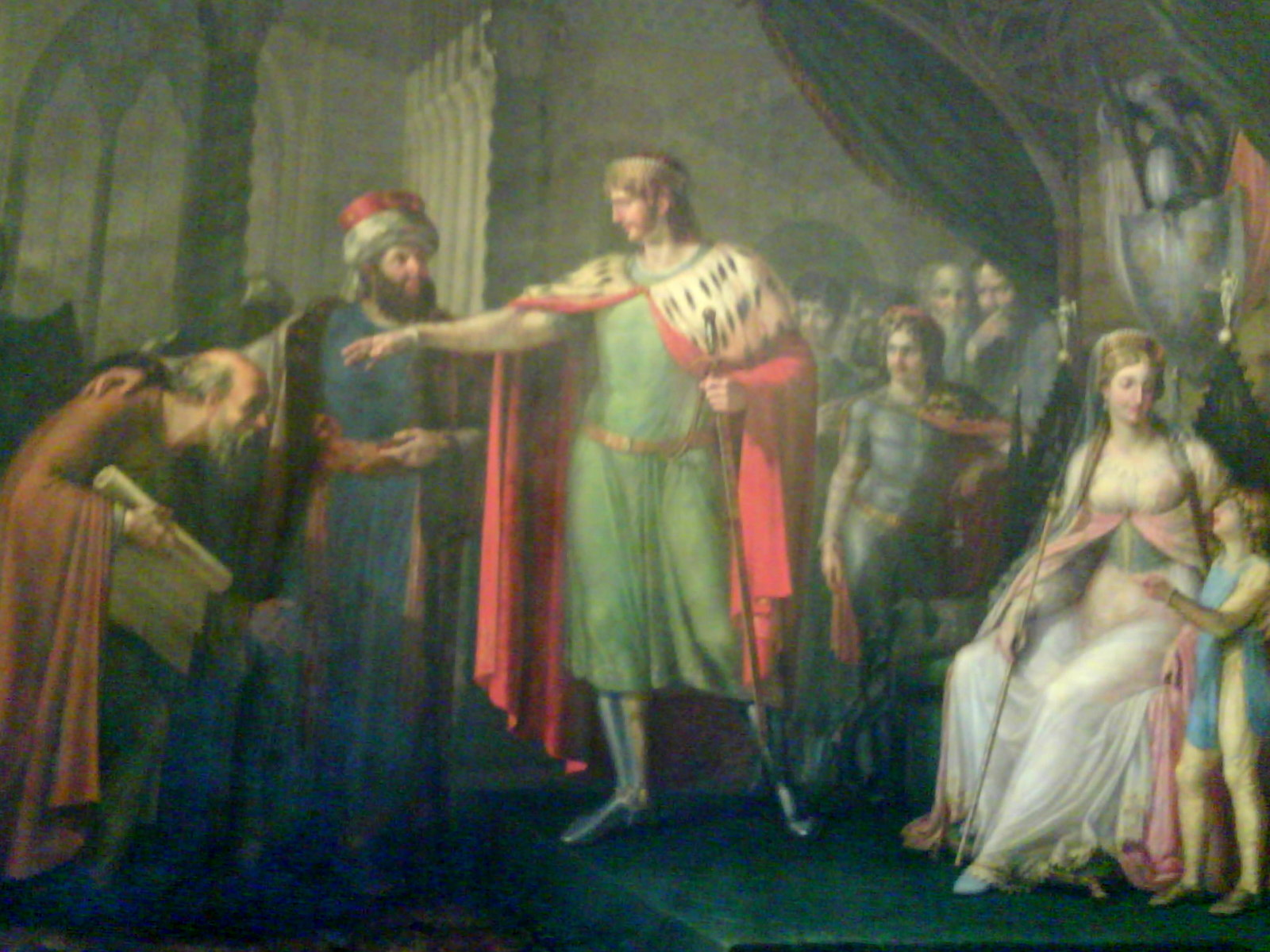
Роберт Гвискар и его семья встречают Константина Африканского

В 1058 или 1059 году Роберт Гвискар женился на Сишельгаите, сестре правящего князя Салерно Гизульфа II. Этот брак должен был поднять его авторитет среди лангобардских подданных. Норвич предполагает, что Гвискар просто использовал родство как повод для развода с первой женой, так как брак с Сишельгаитой должен был принести значительные политические выгоды. Сишельгаита отличалась воинственностью, сопровождала мужа во всех походах, а в критический момент битвы при Диррахии остановила бегство норманнских воинов с поля битвы. В браке с Сишельгаитой у Роберта родилось 8 детей:
- Матильда (1058/1059—1111/1112) — в первом браке замужем за Рамоном Беренгером II, графом Барселоны (умер в 1082 году); во втором — за Эймери I, виконтом Нарбоннским. Впоследствии Педро III Арагонский будет ссылаться на своё происхождение от Матильды как законное основание для своих претензий на корону Сицилии
- Рожер I Борса, герцог Апулии
- Мабилла — замужем за Вильгельмом Гранмеснилем (умер до 1114 года), сыном Гуго де Гранмесниля
- Эрия — замужем за Гуго V, графом Мэнским
- Роберт Скалио (1068—апрель 1110 года)
- Ги (1061—8 июля 1108 года), герцог Амальфи
- Сибилла — замужем за графом де Руси Эблем II (умер в 1103)[42]
- Олимпия (или Елена) — невеста Константина Дуки, сына императора Михаила VII.

Ещё в 1073 году, во время опасной болезни Роберта, его наследником был избран Рожер Борса — его старший сын от брака с лангобардкой Сишельгаитой. Он в результате и был провозглашён следующим герцогом Апулии. Первенец Гвискара, Боэмунд, рождённый в позднее аннулированном первом браке, некоторое время боролся за наследство, сумел вычленить из владений покойного отца отдельное княжество Таранто, а затем отправился в Первый крестовый поход, в ходе которого добился значительных успехов и стал впоследствии князем Антиохии.